# Pericyma detersa
Pericyma detersa är en fjärilsart som beskrevs av Walker 1865. Pericyma detersa ingår i släktet Pericyma och familjen nattflyn. Inga underarter finns listade i Catalogue of Life.